# Reseda muricata
Reseda muricata är en resedaväxtart. Reseda muricata ingår i släktet resedor, och familjen resedaväxter.

## Underarter
Arten delas in i följande underarter:
- R. m. muricata
- R. m. patzakiana
- R. m. intermedia